# Canada Masters 2005 - Qualificazioni singolare maschile
Le qualificazioni del singolare maschile del Canada Masters 2005 sono state un torneo di tennis preliminare per accedere alla fase finale della manifestazione. I vincitori dell'ultimo turno sono entrati di diritto nel tabellone principale. In caso di ritiro di uno o più giocatori aventi diritto a questi sono subentrati i lucky loser, ossia i giocatori che hanno perso nell'ultimo turno ma che avevano una classifica più alta rispetto agli altri partecipanti che avevano comunque perso nel turno finale.
Le qualificazioni del torneoCanada Masters  2005 prevedevano 32 partecipanti di cui 8 sono entrati nel tabellone principale.

## Teste di serie
1. Tomáš Zíb (ultimo turno)
2. Davide Sanguinetti (Qualificato)
3. Stan Wawrinka (Qualificato)
4. Gilles Müller (ultimo turno)
5. Andreas Seppi (primo turno)
6. Michaël Llodra (primo turno)
7. Wayne Arthurs (primo turno)
8. Kevin Kim (Qualificato)

1. Nicolás Lapentti (ultimo turno)
2. Florent Serra (Qualificato)
3. Noam Okun (primo turno)
4. Assente
5. Novak Đoković (ultimo turno)
6. Wesley Moodie (primo turno)
7. Jonas Björkman (Qualificato)
8. Nicolas Mahut (primo turno)

## Qualificati
1. Arnaud Clément
2. Davide Sanguinetti
3. Stan Wawrinka
4. Jonas Björkman

1. Noam Okun
2. Nicolas Mahut
3. Florent Serra
4. Kevin Kim

## Tabellone

### Legenda
| - Q = Qualificato - WC = Wild card - LL = Lucky loser | - ALT = Alternate - SE = Special Exempt - PR = Protected Ranking | - w/o = Walkover - r = Ritirato - d = Squalificato |

### Sezione 1
|  | Primo turno          | Primo turno          | Primo turno          | Primo turno | Primo turno |  |  | Ultimo turno | Ultimo turno   | Ultimo turno | Ultimo turno | Ultimo turno |  |
|  |                      |                      |                      |             |             |  |  |              |                |              |              |              |  |
|  | 1                    | Tomáš Zíb            | 1                    | 7           | 7           |  |  |              |                |              |              |              |  |
|  |                      | Peter Luczak         | 6                    | 5           | 64          |  |  | 1            | Tomáš Zíb      | 6            | 6            | 3            |  |
|  | Arnaud Clément       | Arnaud Clément       | Arnaud Clément       | 6           | 6           |  |  |              | Arnaud Clément | 3            | 7            | 6            |  |
|  | Sébastien de Chaunac | Sébastien de Chaunac | Sébastien de Chaunac | 4           | 4           |  |  |              |                |              |              |              |  |

### Sezione 2
|  | Primo turno | Primo turno           | Primo turno           | Primo turno | Primo turno |  |  | Ultimo turno | Ultimo turno       | Ultimo turno | Ultimo turno | Ultimo turno |  |
|  |             |                       |                       |             |             |  |  |              |                    |              |              |              |  |
|  | 2           | Davide Sanguinetti    | Davide Sanguinetti    | 7           | 7           |  |  |              |                    |              |              |              |  |
|  |             | Giovanni Lapentti     | Giovanni Lapentti     | 62          | 64          |  |  | 2            | Davide Sanguinetti | 6            | 4            | 6            |  |
|  | 13          | Novak Đoković         | Novak Đoković         | 6           | 6           |  |  | 13           | Novak Đoković      | 4            | 6            | 4            |  |
|  |             | Pierre-Ludovic Duclos | Pierre-Ludovic Duclos | 1           | 2           |  |  |              |                    |              |              |              |  |

### Sezione 3
|  | Primo turno | Primo turno      | Primo turno | Primo turno | Primo turno |  |  | Ultimo turno | Ultimo turno  | Ultimo turno  | Ultimo turno | Ultimo turno |  |
|  |             |                  |             |             |             |  |  |              |               |               |              |              |  |
|  | 3           | Stan Wawrinka    | 7           | 65          | 6           |  |  |              |               |               |              |              |  |
|  |             | Julien Benneteau | 64          | 7           | 3           |  |  | 3            | Stan Wawrinka | Stan Wawrinka | 7            | 7            |  |
|  |             | Wesley Moodie    | 6           | 7           | 6           |  |  |              | Wesley Moodie | Wesley Moodie | 5            | 6            |  |
|  | 14          | Justin Gimelstob | 7           | 64          | 4           |  |  |              |               |               |              |              |  |

### Sezione 4
|  | Primo turno | Primo turno    | Primo turno    | Primo turno | Primo turno |  |  | Ultimo turno | Ultimo turno   | Ultimo turno | Ultimo turno | Ultimo turno |  |
|  |             |                |                |             |             |  |  |              |                |              |              |              |  |
|  | 4           | Gilles Müller  | Gilles Müller  | 6           | 6           |  |  |              |                |              |              |              |  |
|  |             | Grégory Carraz | Grégory Carraz | 3           | 4           |  |  | 4            | Gilles Müller  | 7            | 6(0)         | 2            |  |
|  | 15          | Jonas Björkman | Jonas Björkman | 6           | 6           |  |  | 15           | Jonas Björkman | 6            | 7            | 6            |  |
|  |             | Peter Polansky | Peter Polansky | 2           | 1           |  |  |              |                |              |              |              |  |

### Sezione 5
|  | Primo turno | Primo turno   | Primo turno | Primo turno | Primo turno |  |  | Ultimo turno  | Ultimo turno  | Ultimo turno  | Ultimo turno | Ultimo turno |  |
|  |             |               |             |             |             |  |  |               |               |               |              |              |  |
|  |             | Ivo Heuberger | 7           | 5           | 6           |  |  |               |               |               |              |              |  |
|  | 5           | Andreas Seppi | 64          | 7           | 3           |  |  | Ivo Heuberger | Ivo Heuberger | Ivo Heuberger | 1            | 0            |  |
|  |             | Noam Okun     | Noam Okun   | 6           | 6           |  |  | Noam Okun     | Noam Okun     | Noam Okun     | 6            | 6            |  |
|  | 11          | Jan Hernych   | Jan Hernych | 3           | 4           |  |  |               |               |               |              |              |  |

### Sezione 6
|  | Primo turno | Primo turno       | Primo turno       | Primo turno       | Primo turno |  |  | Ultimo turno  | Ultimo turno  | Ultimo turno  | Ultimo turno | Ultimo turno |  |
|  |             |                   |                   |                   |             |  |  |               |               |               |              |              |  |
|  |             | Glenn Weiner      | Glenn Weiner      | Glenn Weiner      | 5           |  |  |               |               |               |              |              |  |
|  | 6           | Michaël Llodra    | Michaël Llodra    | Michaël Llodra    | 0r          |  |  | Glenn Weiner  | Glenn Weiner  | Glenn Weiner  | 4            | 3            |  |
|  |             | Nicolas Mahut     | Nicolas Mahut     | Nicolas Mahut     | 6           |  |  | Nicolas Mahut | Nicolas Mahut | Nicolas Mahut | 6            | 6            |  |
|  | 16          | Jean-René Lisnard | Jean-René Lisnard | Jean-René Lisnard | 0r          |  |  |               |               |               |              |              |  |

### Sezione 7
|  | Primo turno | Primo turno   | Primo turno   | Primo turno | Primo turno |  |  | Ultimo turno | Ultimo turno  | Ultimo turno | Ultimo turno | Ultimo turno |  |
|  |             |               |               |             |             |  |  |              |               |              |              |              |  |
|  |             | Takao Suzuki  | Takao Suzuki  | 6           | 7           |  |  |              |               |              |              |              |  |
|  | 7           | Wayne Arthurs | Wayne Arthurs | 3           | 64          |  |  |              | Takao Suzuki  | 65           | 7            | 2            |  |
|  | 10          | Florent Serra | Florent Serra | 7           | 6           |  |  | 10           | Florent Serra | 7            | 6            | 6            |  |
|  |             | Erik Chvojka  | Erik Chvojka  | 5           | 2           |  |  |              |               |              |              |              |  |

### Sezione 8
|  | Primo turno | Primo turno      | Primo turno      | Primo turno | Primo turno |  |  | Ultimo turno | Ultimo turno     | Ultimo turno     | Ultimo turno | Ultimo turno |  |
|  |             |                  |                  |             |             |  |  |              |                  |                  |              |              |  |
|  | 8           | Kevin Kim        | Kevin Kim        | 6           | 6           |  |  |              |                  |                  |              |              |  |
|  |             | Gilles Simon     | Gilles Simon     | 4           | 4           |  |  | 8            | Kevin Kim        | Kevin Kim        | 7            | 6            |  |
|  | 9           | Nicolás Lapentti | Nicolás Lapentti | 6           | 6           |  |  | 9            | Nicolás Lapentti | Nicolás Lapentti | 62           | 4            |  |
|  |             | David Martin     | David Martin     | 3           | 2           |  |  |              |                  |                  |              |              |  |